# Diego B. Scotto
Diego B. Scotto fue un médico y legislador argentino del siglo XIX.

## Biografía
Diego B. Scotto nació en Bella Vista, provincia de Corrientes, en 1864.
Marchó a la ciudad de Buenos Aires para estudiar en la Facultad de Medicina de la Universidad de Buenos Aires.
Al estallar la epidemia de cólera de 1886, siendo aún estudiante, sirvió voluntariamente en el primer lazareto, instalado en el barrio de La Boca.
Tras graduarse en 1888 con una tesis titulada Cuestiones previas de higiene internacional, viajó a Europa con el objeto de perfeccionar sus conocimientos de la especialidad elegida, ginecología.
Regresó a su país y se radicó en Corrientes para ejercer su profesión. Ingresó luego a la actividad política como militante de la Unión Cívica e integró el Concejo Deliberante de Corrientes por dos períodos.
Fue luego electo diputado nacional por el período 1898 a 1902. Durante su paso por la Cámara de Diputados de la Nación Argentina fue autor de una ley destinada a favorecer el comercio correntino y de un proyecto estableciendo las universidades libres con plena autonomía, antecedente de la reforma universitaria.
Durante el ejercicio de su mandato, el 21 de agosto de 1899 mientras se dirigía a su auditorio para agradecer un homenaje en Bella Vista, murió de un ataque cardíaco a los 35 años de edad.
Sus restos fueron sepultados en el Cementerio de la Recoleta el 1 de septiembre siguiente, acompañados de las oraciones fúnebres de los doctores Juan Antonio Argerich, Miguel G.Méndez, A.Grouchón, Morel y el ingeniero de la Serna.